# Palpitation
Palpitation (von lat. palpitare „zucken“), umgangssprachlich auch Herzklopfen oder -stolpern genannt, bezeichnet die bewusste Wahrnehmung des eigenen Herzschlags. Am häufigsten wird der Herzschlag dabei als besonders heftig („pochend“) beschrieben, aber auch über unregelmäßigen, zu schnellen oder zu langsamen Herzschlag wird berichtet.
Die Wahrnehmung des eigenen Herzschlags bedeutet nicht notwendigerweise eine organische Fehlfunktion des Herzens, sondern kann auch auf einer gestörten Körperwahrnehmung – oft in Verbindung mit Angst – beruhen; oft ist jedoch tatsächlich ein objektiv veränderter Herzschlag feststellbar. Palpitationen können entstehen durch Überlastung, aufgrund von Medikamenten, Alkohol oder anderen Drogen, durch Krankheiten wie Schilddrüsenüberfunktion, Schrittmachersyndrom oder Herzrhythmusstörungen, Hypoglykämie, während des Klimakteriums, als Symptom eines Mastzellaktivierungssyndroms (MCAS) oder als ein Symptom von Panikattacken. Im letzten Fall stimulieren durch Angst und Stress erhöhte Cortisol- und Adrenalinwerte den Sympathikus, was zu Herzklopfen führt. Die Palpitationen führen wiederum zu erhöhter Panik, sodass der Sympathikus zusätzlich stimuliert wird. Bei Patienten mit Phobien ist Herzklopfen ein regelmäßiges Begleitsymptom.